# Mamoru Kamisasanuki
Mamoru Kamisasanuki (japanisch 上笹貫 剣 Kamisasanuki Mamoru; * 4. Mai 1999 in der Präfektur Tokio) ist ein japanischer Fußballspieler.

## Karriere
Mamoru Kamisasanuki erlernte das Fußballspielen in den Vereinigten Staaten in der Schulmannschaft der St. John Bosco High School, in der Jugendmannschaft des Pateadores SC sowie in der Universitätsmannschaft der University of the Pacific, den Pacific Tigers. Seinen ersten Profivertrag unterschrieb er am 1. Februar 2022 beim japanischen Verein Iwate Grulla Morioka. Der Verein aus Morioka, einer Großstadt in der Präfektur Iwate, spielte in der zweiten japanischen Liga, der J2 League. Sein Zweitligadebüt gab Mamoru Kamisasanuki am 3. September 2022 (34. Spieltag) im Auswärtsspiel gegen Montedio Yamagata. Hier wurde er in der 81. Minute für Tsuyoshi Miyaichi eingewechselt. Iwate verlor das Spiel mit 4:1. Am Ende der Saison musste er mit dem Verein als Tabellenletzter in die dritte Liga absteigen.